# Isopropylnitrit
Isopropylnitrit (IPN) ist eine chemische Verbindung aus der Gruppe der Alkylnitrite. Es ist eine gelbliche, transparente Flüssigkeit, die bei unvorsichtigem Umgang explodieren kann (Schlagempfindlichkeit).

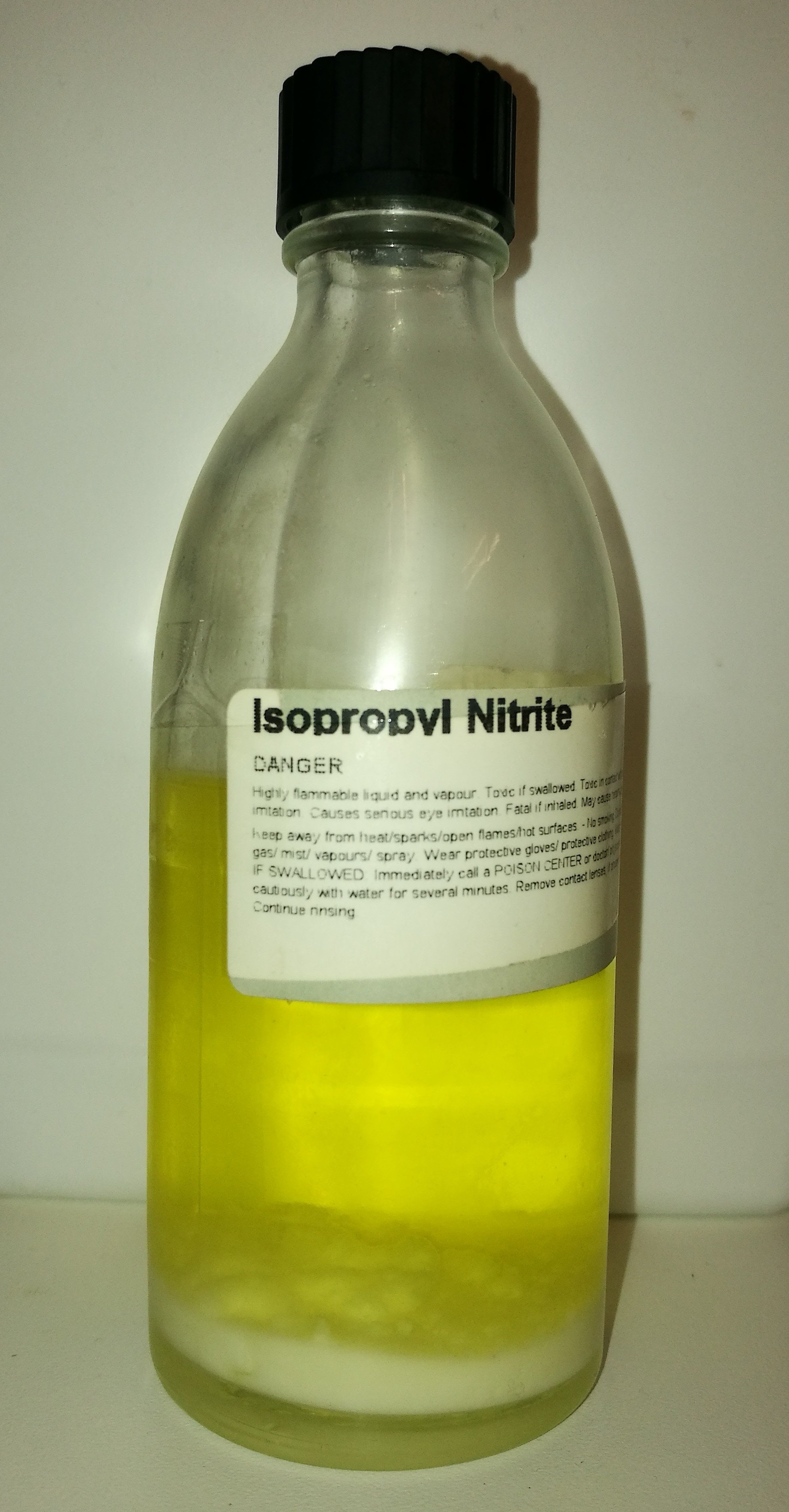
Flasche mit Isopropylnitrit

## Darstellung
Isopropylnitrit kann durch die Reaktion von Isopropanol mit Nitrosylchlorid, Salpetriger Säure oder Natriumnitrit und Salzsäure gewonnen werden.

## Verwendung
Isopropylnitrit wird als Droge in Form von Poppers verwendet. Heutzutage ist Isopropylnitrit der Hauptbestandteil dieser Produkte, nachdem das früher verwendete Isobutylnitrit aufgrund seiner Karzinogenität in der EU verboten wurde. In Synthesen kann es als Reagens zur Nitrosierung genutzt werden. So kann Phenacylchlorid mit Isopropylnitrit nitrosiert werden. 3-Hydroxy-2-(polyfluoralkyl)chromone lassen sich über eine Nitrosierung von 2-(Polyfluoralkyl)chroman-4-onen herstellen.